# Hinrich Thölken
Hinrich Thölken (* 21. März 1961 in Mannheim) ist ein deutscher Diplomat, der von 2015 bis 2018 als Botschafter Leiter der Ständigen Vertretung bei der Ernährungs- und Landwirtschaftsorganisation der Vereinten Nationen (FAO), dem Welternährungsprogramm der Vereinten Nationen (WFP) sowie dem Internationalen Fonds für landwirtschaftliche Entwicklung (IFAD) in Rom war.

## Leben
Thölken absolvierte nach dem Abitur (1980)  in Mannheim bis 1987 das Studium der Humanmedizin in Heidelberg und London/Großbritannien. Er wurde 1987 an der Universität Heidelberg mit einer Arbeit zum Thema Der Atriale Natriuretische Faktor (ANF) - ein cardiales Hormon  zum Dr. med promoviert
Von 1987 bis 1989 arbeitete er als Assistenzarzt an der Medizinischen Universitätsklinik in Heidelberg. 1989 trat Thölken in den Auswärtigen Dienst ein und war nach Vorbereitungsdienst sowie Laufbahnprüfung für den höheren Auswärtigen Dienst von 1991 bis 1992 zunächst als Referent für Multilaterale Entwicklungszusammenarbeit im Auswärtigen Amt eingesetzt. Danach war er bis 1996 als Presse- und Kulturreferent an der Botschaft Windhoek/Namibia und im Rahmen einer Abordnung im Sommer 1992 an der Botschaft Kinshasa tätig. Es folgten Einsätze im Auswärtigen Amt in Bonn (Südostasien-Referat) und an der Botschaft Washington. Von 2002 bis 2004 war er Leiter Kommunikation und Medien der Helmholtz-Gemeinschaft Deutscher Forschungszentren in Berlin. Von 2007 bis 2010 war Thölken Leiter des Wirtschaftsreferats an der Botschaft Paris, bevor er 2010 die Leitung des Referats für Klima- und Umweltaußenpolitik des Auswärtigen Amts in Berlin übernahm. 2015 wurde er zum Botschafter und Ständigen Vertreter bei den Vereinten Nationen in Rom ernannt. 2018 wurde er Beauftragter für die digitale Transformation im Auswärtigen Amt in Berlin. Von 2020 bis 2022 war er Klima- und Energiebotschafter des Auswärtigen Amts. Seit 2022 ist er bei der Firma Capgemini als Vice President Global Public Sector tätig.
Thölken ist verheiratet und hat 5 Kinder.

## Veröffentlichungen
- Hinrich Thölken: Der Atriale Natriuretische Faktor (ANF) - ein cardiales Hormon. Dissertation. 1987 (dnb.de [abgerufen am 7. Juni 2025]).
- Politics and policies, British Medical Journal, Vol. 344, No. 7849 (24 March 2012), pp. 33–34
- An Interview with German Ambassador Dr. Hinrich Thölken, World Food Programme